# Jihokorejská mužská házenkářská reprezentace
Jihokorejská házenkářská reprezentace mužů reprezentuje Jižní Koreu na mezinárodních házenkářských akcích, jako je mistrovství světa nebo mistrovství Evropy.

## Mistrovství světa
| Rok/pořádající země                | Účast                            |
| ---------------------------------- | -------------------------------- |
| MS 1938 Německo                    | Bez účasti                       |
| MS 1954 Švýcarsko                  | Bez účasti                       |
| MS 1958 NDR                        | Bez účasti                       |
| MS 1961 SRN                        | Bez účasti                       |
| MS 1964 ČSSR                       | Bez účasti                       |
| MS 1967 Švédsko                    | Bez účasti                       |
| MS 1970 Francie                    | Bez účasti                       |
| MS 1974 NDR                        | Bez účasti                       |
| MS 1978 Dánsko                     | Bez účasti                       |
| MS 1982 SRN                        | Bez účasti                       |
| MS 1986 Švýcarsko                  | 12. místo                        |
| MS 1990 ČSFR                       | 12. místo                        |
| MS 1993 Švédsko                    | 15. místo                        |
| MS 1995 Island                     | 12. místo                        |
| MS 1997 Japonsko                   | 8. místo                         |
| MS 1999 Egypt                      | 14. místo                        |
| MS 2001 Francie                    | 12. místo                        |
| MS 2003 Portugalsko                | Bez účasti                       |
| MS 2005 Tunisko                    | Bez účasti                       |
| MS 2007 Německo                    | 15. místo                        |
| MS 2009 Chorvatsko                 | 12. místo                        |
| MS 2011 Švédsko                    | 13. místo                        |
| MS 2013 Španělsko                  | 21. místo                        |
| MS 2015 Katar                      | Bez účasti                       |
| MS 2017 Francie                    | Bez účasti                       |
| MS 2019 Dánsko, Německo            | Bez účasti                       |
| MS 2021 Egypt                      | 31. místo                        |
| MS 2023 Polsko, Švédsko            | 28. místo                        |
| MS 2025 Chorvatsko, Dánsko, Norsko | Bez účasti                       |
| Celkem                             | Účast – 13× · – 0× · – 0× · – 0× |

## Olympijské hry
| Rok/pořádající země     | Účast                           |
| ----------------------- | ------------------------------- |
| LOH 1936 Berlín         | Bez účasti                      |
| LOH 1972 Mnichov        | Bez účasti                      |
| LOH 1976 Montreal       | Bez účasti                      |
| LOH 1980 Moskva         | Bez účasti                      |
| LOH 1984 Los Angeles    | 11. místo                       |
| LOH 1988 Soul           | Stříbrná medaile                |
| LOH 1992 Barcelona      | 6. místo                        |
| LOH 1996 Atlanta        | Bez účasti                      |
| LOH 2000 Sydney         | 9. místo                        |
| LOH 2004 Athény         | 8. místo                        |
| LOH 2008 Peking         | 8. místo                        |
| LOH 2012 Londýn         | 11. místo                       |
| LOH 2016 Rio de Janeiro | Bez účasti                      |
| LOH 2020 Tokio          |                                 |
| Celkem                  | Účast – 7× · – 0× · – 1× · – 0× |